# Feminizace

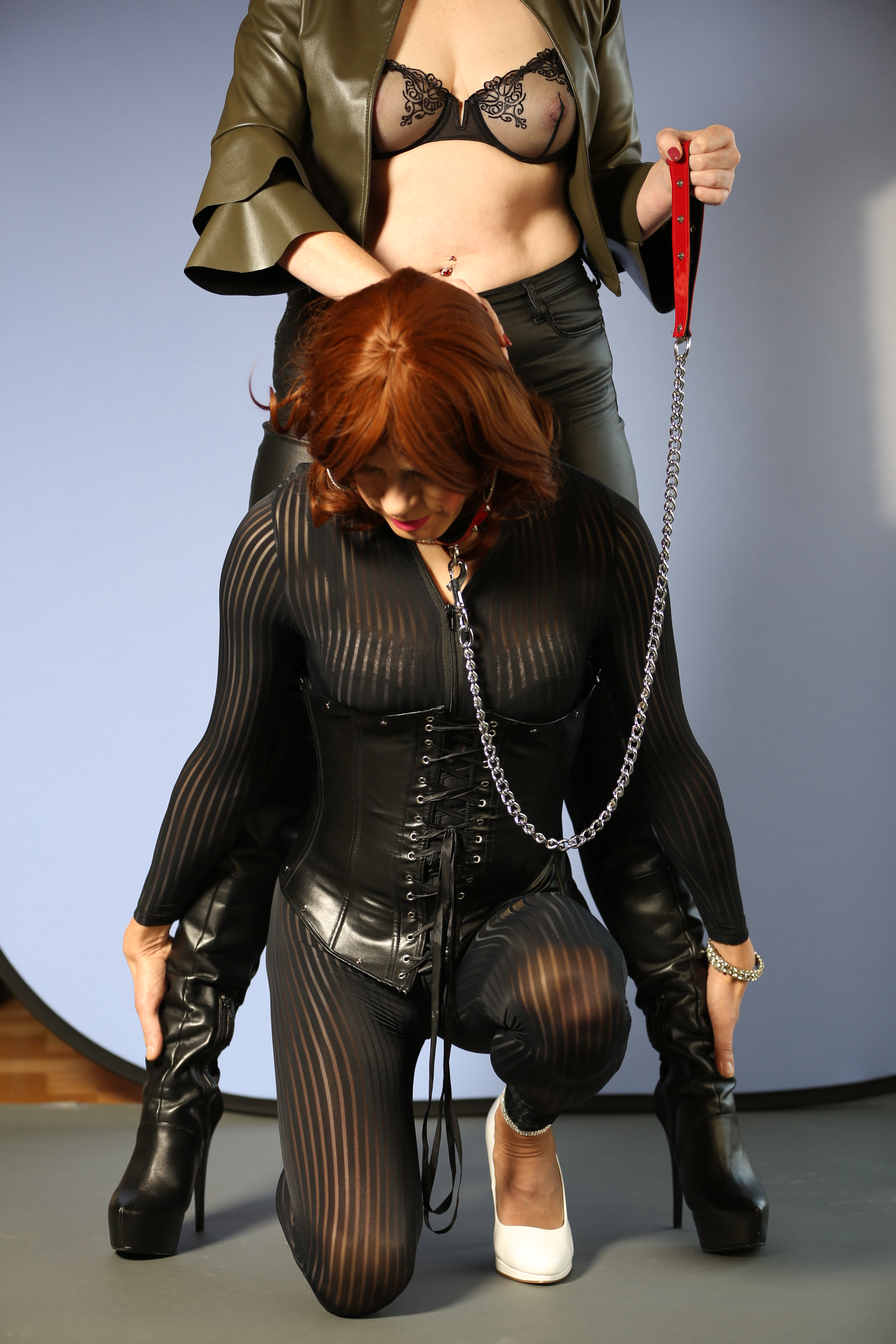
Dominantní žena a submisivní muž praktikující feminizaci

Feminizace, někdy vynucená feminizace a také známá jako sissyfikace je činnost praktikovaná mezi členy dominantně-submisivní subkultury, která spočívá v obrácení genderových rolí a přimění submisivního muže převzít ženskou roli, což zahrnuje crossdressing . Mezi podmnožiny této činnosti patří „trénink podřízeného (z angličtiny sissy training)“ a jeho variace, kde je submisivní muž „vycvičen“, aby přebíral stereotypizované ženské rysy a co nejvíce se podobal ženě.
Feminizace jako sexuální fetiš není totéž jako být transgender ženou a submisivními partnery, kteří se jí účastní, jsou typicky heterosexuální muži. Spekulovalo se o tom, že fetiš má kořeny ve společenském tlaku na muže, aby byli tradičně maskulinní.
Feminizace jako praktika v BDSM subkultuře zahrnuje obrácení rolí pohlaví, díky čemuž submisivní partner – obvykle muž – přebírá ženskou roli, často kvůli sexuálnímu potěšení založenému na ponížení. To může zahrnovat jejich převlékání do ženského oblečení, jako je spodní prádlo, jednání ženským způsobem, označování ženským jménem, anální sex v roli příjímajícícího partnera, nošení protetických prsou nebo tzv. zakasávání penisu (tucking) tak, aby nebyl zřetelný.
Lidé účastnící se feminizace často jednají v rámci scénářů založených na ženskosti nebo ženském oblečení submisivního partnera. Ty mohou zahrnovat hraní role muže přistiženého při zkoušení kalhotek nebo rtěnky, odhalení, že nosí pod oblečením krajkové spodní prádlo, hraní si na princeznu, „dívku v nesnázích”, kdy je s ním zacházeno jako s bezmocnou ženou nebo může být najímán na práci, kterou vykonávají převážně ženy (zdravotní sestra, roztleskávačka, prostitutka nebo prodavačka). Portál HuffPost popsal jednu dominu, která se poskytovala služby feminizace, jako ponižování submisivního tím, že jej nutí procházet se na vysokých podpatcích, v make-upu a spodním prádle; jiná domina dělá svá sezení tak, že povzbuzuje muže k prozkoumávání ženskosti.
Tato praktika je označována jako „nucená“ feminizace, protože v roli může zahrnovat to, že submisivní partner je feminizována proti své vůli. Ve skutečnosti se však v rámci scénářů nedějí aktivity, které by byly proti vůli některého z partnerů (dle zásad SSC nebo RACK). Ne všichni lidé, provozující feminizaci, se zajímají o BDSM. V praxi je může zajímat pouze oblékání. V rámci feminizace se mohou objevovat také další činnosti jako výprasky, pegging, bondage a ponižování (často se týká penisu submisivního partnera, ten je urážen a označován jako malý a měkký nebo o něm hovoří jako o klitorisu). Feminizovaný partner je někdy nazýván „sissy”, a proces přeměny „sissyfikace”.

## Trénink sissy a variace
Podmnožinou feminizace je „trénink sissy”, kde dominantní partner pomalu v průběhu času trénuje submisivního partnera v sissyfikaci, což je přiměje přijmout „přehnaně ženské” chování a účastnit se ženských aktivit. V rámci těchto aktivit je běžné, že si muži, ve snaze se co nejvíce ve všech ohledech podobat ženám, oblékají ženské oblečení včetně spodního prádla, holí si tělo a nanášejí make-up. Činnosti požadované po submisivním partnerovi v rámci tréninku sissy mohou být jak nesexuálního (úklid atp.) tak sexuálního charakteru.
Další podmnožinou je „trénink sissy služebné”, což je bežný scénář, při kterém sissy přebírá roli služky či hotelové pokojské. V této roli se partner stará o domácnost nebo servíruje jídlo a nápoje na večírku. Při těchto aktivitách je oblečen do karikované a sexualizující uniformy hotelové služebné. Dominantní partner v tomto scénáři dohlíží na práci, jež submisivní vykonává, případně uděluje tresty za skutečně či domněle špatně odvedenou práci. Tresty mohou zahrnovat svazování, bití nebo ponižování, za odměnu bývá submisivnímu partnerovi umožněn orgasmus.
Kromě výše uvedených se v rámci feminizace často vyskytuje scénář „trénink děvky”, kdy je submisivní partner nucen oblékat si vyzývavé dámské oblečení ve stylu prostitutek. Toto oblečení často zvýrazňuje tělesné křivky nebo odhaluje části těla. Dominantní partner jej následně trestá nebo uráží za promiskuitní chování a oblékání. Cílem tohoto tréninku je pomoci partnerovi, který je často nesmělý nebo stydlivý, překonat tyto emoce. Toto by se mělo udát za pomoci změny nastavení mysli, aby submisivní partner instinktivně jednal provokativněji a bez zábran. Mezi činnosti, které se provádějí v rámci tréninku, se řadí pózování submisivního partnera ve vyzývavých pozicích (například s odhalenými genitáliemi nebo roztaženými hýžděmi). Tyto pozice by měl postupem času partner zaujímat v určitých situacích sám od sebe.

## Společnost a kultura
Z rozhovorů pro HuffPost s pracovníky v sexuální oblasti (jako jsou dominy nebo pracovnice eskort servisu) vyplývá, že nucená feminizace je jeden z nejčastějších požadavků jejich klientů. Jedna domina uvedla, že drtivá většina jejích zákazníků chce být sissyfikována. Danielle J. Lindemannová ve své knize Dominatrix uvádí, že ze vzorku 305 klientů sexuálních pracovnic se o crossdressing zajímá zhruba třetina.
Fantazii do značné míry praktikují heterosexuální, cisgender muži jako submisivní partneři, ačkoli Vice uvedl, že na feminizačním setkání, o kterém informovali, byli přítomni také bisexuální a pansexuální muži, stejně jako někteří genderfluidní a transgender lidé. Ve scénářích tréninku děvek je submisivní partnerkou nejčastěji žena.
Dominantní partner může být rovněž jakéhokoli pohlaví; ve scénářích výcviku sissy pokojské jsou to však typicky ženy.
Internetový portál kinkly.com připisuje přitažlivost feminizace společenskému tlaku na muže, kdy je u nich maskulinní chování vyzdvihováno. Ženské znaky chování v nich způsobují pocity viny. Když je pak takový muž v rámci scénáře „nucen” dělat činnosti, považované za typicky ženské, může mu to poskytnout východisko pro jeho pocity a zároveň úlevu od pocitu viny. Kvůli stigmatizaci feminizace však může být pro některého z partnerů složité o tomto tématu hovořit, zvláště kvůli strachu z reakce druhého partnera.
Někteří lidé používají feminizaci coby způsob jak prozkoumat svou sexualitu. Jako aktivita v rámci BDSM může feminizace sloužit ke zdůraznění pocitů zranitelnosti u submisivních partnerů a tím zdůraznit jejich roli. Dominantní partneři naopak mohou cítit uspokojení z toho, že nalezli ženskou část osobnosti svých partnerů nebo z jejich erotického ponižování pro nedostatek maskulinity.
Spisovatelka Viloet Blueová v knize Fetish Sex popisuje, že neznalými osobami může být tato praktika považována za ponižující nebo devalvační vůči ženám. Feminizovaní partneři však vůči ženám chovají často hluboký respekt.